# 八宝山
八宝山是中国北京市石景山区东部的一座小山，也是当地地名。八宝山周边丧葬设施众多，是北京市知名的丧葬之所。

## 简介
八宝山位于石景山区东部，永定河洪冲积扇上部，古金沟河与潔河故道之间。八宝山由东、西两座山峰组成，最高点海拔103米。八宝山的地貌呈基岩外露的剥蚀岛状丘陵，山体没有明显脉络，坡度缓，顶脊圆。1990年代，八宝山南距石景山路300米，东距玉泉路500米，北临田村山、什坊院，东临介家村、中国科学院高能物理研究所，西、南方向分别是上庄、下庄。八宝山东西长大约1.2公里，南北宽大约0.6公里。八宝山的东峰设有航空标灯，西峰曾有娘娘庙遗址。山南坡为北京市八宝山殡仪馆、北京市八宝山革命公墓。山北坡为北京市八宝山人民公墓。八宝山属于八宝山街道办事处的辖地。
如今，八宝山地区的交通已较为发达。北京地铁1号线八宝山站位于八宝山的西南方，在石景山路同北侧的上庄大街、南侧的鲁谷东街交汇处的十字路口。八宝山西侧为上庄大街，北侧为水厂南路，东侧为玉泉西街。八宝山东、西两峰之间，有上庄东街穿过。西峰北坡为北京市八宝山人民公墓，西峰南侧为北方旧货交易市场，东峰南侧为北京市八宝山殡仪馆、北京市八宝山革命公墓。八宝山与西侧的老山隔上庄大街相望。
一般认为，八宝山因产红土、耐火土、青灰、黄浆、白土、马牙石（方解石）、沙石、板石等八种物产而得名。八宝山原名“韩家山”，又称“罕山”。《帝京景物略》载：“出阜成门三十六里者，罕山。志称韩家山，汉循吏韩延寿家焉。罕，韩音讹也。俗呼黑山汇，黑，罕又讹也。山黄壤，一平岗耳，不石，亦不水泉。山阳二寺，曰灵福，曰延寿。”这段记载中的“出阜成门三十六里者”，实应为“出阜成门西十六里者”。八宝山出土了大量墓志铭，均称墓地所在地为“韩家山”，韩家山确为今八宝山。八宝山地区原来还被称为“黑山会”。
自明朝至今，八宝山的许多碑刻都提到了八宝山。明朝成化十四年（1478）《明故都知监太监弓公墓志铭》记载：“公生永乐辛丑八月十六日，卒成化戊戌九月二十五日，春秋五十有八。其爱之人，以公之丧归葬都城西十五里黑山会之原”。弘治八年（1495年）《重修黑山会坟茔碑》载：“距都城西十八里，有地名黑山会。”嘉靖三十年（1551年）礼部尚书徐阶所撰《护国褒忠祠记》载：“公讳铁，有功成祖文皇帝朝；既殁，赐葬都城西十八里之黑山会，因为之祠。”清朝康熙三年（1664年）《显圣宫香会勒名碑记》载，八宝山显圣宫在“京都顺天府宛平县西二十里许”。同治九年（1869年）王培南所撰《重修八宝山碑记》载：“京西八宝山，距城十余里。”宣统二年（1910年）《重修八宝山碑志》载：“神京之西十五里许，山曰八宝，半规碧玉，一朵青莲，钟灵秀之气，郁造物之英，真为燕都之第一仙山也。”
上文《帝京景物略》中提到的灵福寺、延寿寺中，灵福寺遗留有两株古银杏树，至今仍存于石景山路路北、清华大学玉泉医院门前。八宝山南侧、灵福寺旧址西北侧，还有护国寺，该寺几经兴废，后来成为今北京市八宝山革命公墓。该寺原来是刚公祠堂的附属佛寺，后来刚公祠堂反而成了该寺的附属建筑。直到1950年该寺被征用建革命公墓为止，该寺长期为闲散太监的养老之所。
八宝山地区自明朝起便是太监墓葬的聚集之所。中华人民共和国时期，该地区又成为公墓汇聚之地。北京市八宝山殡仪馆、北京市八宝山革命公墓、北京市八宝山人民公墓均在此地。八宝山西南方向还有隶属于北京市八宝山殡仪馆的老山骨灰堂，二者之间隔着上庄。